# Nicòmac d'Alexandria
Nicòmac d'Alexandria (en llatí Nicomachus, en grec antic Νικόμαχος "Nikómakhos") fou un poeta tràgic nascut a Alexandria Troas o Alexandria de la Tròade segons l'enciclopèdia Suides.
Va ser contemporani d'Eurípides i Teognis d'Atenes (425 aC) amb els quals va competir amb èxit, i va guanyar el premi amb una obra sobre Edip, segons es pot deduir de Suides, que també diu que va escriure onze tragèdies, però en la seva llista inclou dues comèdies.
Els títols coneguts de les seves obres, de les que es conserven alguns fragments esparsos, van ser:
- Alexander.
- Eriphyle.
- Geryones.
- Aletides.
- Neoptolemus.
- Mysi.
- Oedipus.
- Hii Excidium sive Polyxena.
- Tyndareus.
- Alcmaeon.
- Teucer.[1]